# 武装袭击
《武装袭击》是蒂姆·斯凯利设计，Cinematronics于1980年发行的街机清版射击游戏。《武装袭击》采用矢量图画面，在游戏俯视的迷宫似的城镇中，玩家驾驶吉普车在和敌方车辆作战。建筑通过在显示器上覆盖绿膜表示，并非屏幕直接绘出。日本版游戏由世嘉代理。1982年，《武装袭击》登录Vectrex平台。

## 评价
《创意电脑影像与街机游戏》的大卫·H·阿尔称，Vectrex版敌人的直升机「极其逼真」。